# ノルベルト・シュプロングル
ノルベルト・シュプロングル（Norbert Sprongl、1892年4月30日 - 1983年4月26日）は、オーストリアの作曲家。
シュラッテンタール出身。グラーツの学校を卒業したのち1911年から1945年まで教職に就いた。その間1915年にウィーンに出てウィーン国立音楽大学でピアノ、音楽史、そしてヨーゼフ・マルクスのもとで作曲を学んだ。退職後はメートリンクでフリーランスの作曲家として活動した。
作品は200以上あり、4つの交響曲、協奏曲、室内楽曲、ピアノ曲、歌曲など多岐にわたる。友人のマンドリン奏者ヴィンツェンツ・フラトキーの勧めでマンドリンのための曲も書いている。作風は協和音と不協和音を駆使した自由な調性が特徴である。

## 作品
- 管弦楽のための4つの交響的舞曲
- コントラバスとピアノのためのソナタ
- ヴァイオリン協奏曲
- マンドリンオーケストラのための舞踏組曲
- フルート・マンドリン・ギターのためのソナタ
- マンドリンとギターのためのセレナーデ